# Sébastien Siani
Sébastien Siani (Dakar, 21 de dezembro de 1986), é um futebolista Camaronês que atua como meio-campo. Atualmente, joga pelo Oostende.

## Carreira
Siani representou o elenco da Seleção Camaronesa de Futebol no Campeonato Africano das Nações de 2017.